# Entodon macropodus
Entodon macropodus là một loài Rêu trong họ Entodontaceae. Loài này được (Hedw.) Müll. Hal. mô tả khoa học đầu tiên năm 1845.